# Вімблдонський турнір 2011
Вімблдонський турнір 2011 проходив з 20 червня по 3 липня 2011 року на кортах Всеанглійського клубу лаун-тенісу і крокету в передмісті Лондона Вімблдоні. Це буде 125-ий Вімблдонський чемпіонат, а також третій турнір Великого шолома з початку року.  Турнір входить до програм ATP та WTA турів.

## Турнір
Першого дня 125 чемпіонату буде відкрито два нові корти: корт № 3 та корт № 4. Відкриття корту № 3 здійснить герцог Кентський Едвард, президент Всеанглійського клубу лаун-тенісу і крокету. На ознаменування цієї події буде встановлена меморіальна дошка.
Матчі турніру проводитимуться на 19 кортах. Ще 22 корти будуть використані для тренувань. Число місць на трибунах збільшиться на тисячу в порівнянні з попередніми турнірами й досягне 38,5 тисяч.  На кортах Вімблдону використовується трава сорту Perennial Ryegrass, скошена до висоти 8 мм. Кваліфікаційні змагання проходили на кортах Банку Англії в Роугемптоні.

### 125 ювілей
Передбачені заходи для відзначення ювілейного 125 турніру. Вімблдонський турнір проводиться з 1877 року з перервами в проміжках з 1915 по 1918 та з 1940 по 1945 роки. Дитяча телевізійна програма Блю Пітер підготувала спеціальний випуск до 125 річниці, який вийде в ефір другого понеділка турніру, і в якому оглядатиметься минуле, сучасне й майбутнє чемпіонату. Замовлені чотири 30-хвилинні документальні фільми, присвячені історії Вімблдону. У Вімблдонському тенісному музеї буде організованна нова виставка під назвою «Черга». Вона буде присвячена людям, які щороку стоять у черзі за квитками на турнір.
Крім цього, до турніру випущено низку сувенірної продукції із числом «125». Це число буде також на формі хлопців та дівчат, які подають м'ячі. Надпис «125 years» буде на тенісних туфлях, випущених фірмою Fila. Аналогічний надпис буде на пляшках шампанського, яке продаватимуть на турнірі.
Нарешті, для відзначення ювілею спеціальний мистецький комітет проведе художній конкурс, перед учасниками якого буде поставлене завдання витлумачити дерев'яну тенісну ракетку без струн будь-якими художніми засобами.

## Призові гроші
Усі призи вказані в фунтах стерлінгів. Для пар указана сума ділиться на двох.
| - Переможці: £ 1 100 000 - Фіналісти: £ 550 000 - Півфіналісти: £ 275 000 - Чвертьфіналісти: £ 137 500 - Четверте коло: £ 68 750 - Третє коло: £34 375 - Друге коло: £ 20 125 - Перше коло: £ 11 500 - Третє коло (кваліфікація): £ 7000 - Друге коло (кваліфікація): £ 3500 - Перше коло (кваліфікація): £ 1750 | - Переможці: £ 250 000 - Фіналісти: £ 125 000 - Півфіналісти: £ 62 500 - Чвертьфіналісти: £ 31 250 - Третє коло: £ 16 000 - Друге коло: £ 9000 - Перше коло: £ 5250 | - Переможці: £ 92 000 - Фіналісти: £ 46 000 - Півфіналісти: £ 23 000 - Чвертьфіналісти: £ 10 500 - Третє коло: £ 5200 - Друге коло: £ 2600 - Перше коло: £ 1300 |

| - Переможці: £ 7 000 - Фіналісти: £ 4000 - Третє місце: £ 2500 - Четверте місце: £ 1500 | - Переможці: £ 17 500 - Фіналісти: £ 14 500 - Друге місце в групі: £ 11 500 - Третє місце в групі: £ 10 500 - Четверте міце в групі: £ 9500 |

## Результати

### Дорослі
Чоловіки, одиночний розряд
 Новак Джокович —  Рафаель Надаль, 6–4, 6–1, 1–6, 6–3
- Для Джоковича це третя перемога в турнірах Великого шолома, друга в 2011 році.

Жінки, одиночний розряд
 Петра Квітова перемогла  Марію Шарапову, 6–3, 6–4
- Це перша перемога для Квітової в турнірах Великого шолома.

Чоловіки, парний розряд
 Боб Браян / Майк Браян —  Роберт Ліндстедт /  Горія Текеу, 6–3, 6–4, 7–6(7–2)
- Це 11 перемога для братів Браянів у турнірах Великого шолома.

Жінки, парний розряд
 Квета Пешке /  Катарина Среботнік —  Сабіне Лісіцкі /  Саманта Стосур, 6–3, 6–1.
Мікст
 Юрген Мельцер /  Івета Бенешова —   Магеш Бгупаті /  Олена Весніна, 6-3, 6-2

## Рейтингові очки

### Дорослі
| Стадія                  | Чоловіки, одиночний | Чоловіки, парний | Жінки, одиночний | Жінки, парний |
| ----------------------- | ------------------- | ---------------- | ---------------- | ------------- |
| Чемпіон                 | 2000                | 2000             | 2000             | 2000          |
| Фіналіст                | 1200                | 1200             | 1400             | 1400          |
| Півфіналіст             | 720                 | 720              | 900              | 900           |
| Чвертьфіналіст          | 360                 | 360              | 500              | 500           |
| Коло 16-и               | 180                 | 180              | 280              | 280           |
| Коло 32-ох              | 90                  | 90               | 160              | 160           |
| Коло 64-ох              | 45                  | 0                | 100              | 5             |
| Коло 128-и              | 10                  | –                | 5                | –             |
| Кваліфікація            | 25                  | 25               | 60               | 48            |
| 3 коло кваліфікації     | 16                  | –                | 50               |               |
| 2 коло кваліфікації     | 8                   | –                | 40               |               |
| Перше коло кваліфікації | 0                   | –                | 2                |               |

### Юніори
| Стадія                                 | Хлопці, одиночний | Дівчата, одиночний | Хлопці, пари | Дівчата, пари |
| -------------------------------------- | ----------------- | ------------------ | ------------ | ------------- |
| Чемпіон                                | 250               | 250                | 180          | 180           |
| Фіналіст                               | 180               | 180                | 120          | 120           |
| Півфіналіст                            | 120               | 120                | 80           | 80            |
| Чвертьфіналіст                         | 80                | 80                 | 50           | 50            |
| Коло 16-и                              | 50                | 50                 | 30           | 30            |
| Коло 32-ох                             | 30                | 30                 | –            | –             |
| Кваліфікація                           | 25                | 25                 |              |               |
| Програш у останньому колі кваліфікації | 20                | 20                 |              |               |

### Гравці на інвалідних візках
| Стадія         | Чоловіки, парний | Жінки, парний |
| -------------- | ---------------- | ------------- |
| Чемпіони       | 800              | 800           |
| Фіналісти      | 500              | 500           |
| Третє місце    | 375              | 375           |
| Четверте місце | 100              | 100           |

## Сіяні гравці

### Чоловіки. Одиночний розряд
Місце гравця при розсіюванні визначалося за системою розрахунку для трав'яних кортів. Складовими системи були
- Рейтринг гравця на тиждень, що передував чемпіонату
- 100 % очок, здобутих на трав'яних кортах за попередні 12 місяців
- 75 % очок, здобутих на трав'яних кортах за 12 місяців до того[13].

| Посів | Місце в рейтингу | Гравець                | Рейтинг | Захищає | Здобув | Новий рейтинг | Стадія                 | Супротивник            |
| ----- | ---------------- | ---------------------- | ------- | ------- | ------ | ------------- | ---------------------- | ---------------------- |
| 1     | 1                | Рафаель Надаль         | 12070   | 2000    | 1200   | 11270         | Поразка в фіналі       | Новак Джокович         |
| 2     | 2                | Новак Джокович         | 12005   | 720     | 2000   | 13285         | Чемпіон                | Рафаель Надаль         |
| 3     | 3                | Роджер Федерер         | 9230    | 360     | 360    | 9230          | Поразка у чвертьфіналі | Жо-Вілфрід Тсонга      |
| 4     | 4                | Енді Маррей            | 6855    | 720     | 720    | 6855          | Поразка в півфіналі    | Рафаель Надаль         |
| 5     | 5                | Робін Седерлінг        | 4595    | 360     | 90     | 4325          | Поразка у 3 колі       | Бернард Томік          |
| 6     | 7                | Томаш Бердих           | 3490    | 1200    | 180    | 2470          | Поразка в 4 колі       | Марді Фіш              |
| 7     | 6                | Давид Феррер           | 4150    | 180     | 180    | 4150          | 2 коло                 | Жо-Вілфрід Тсонга      |
| 8     | 10               | Енді Роддік            | 2200    | 180     | 90     | 2110          | Поразка в 3 колі       | Фелісіано Лопес        |
| 9     | 8                | Гаель Монфіс           | 2780    | 90      | 90     | 2780          | Поразка в 3 колі       | Лукаш Кубот            |
| 10    | 9                | Марді Фіш              | 2335    | 45      | 360    | 2650          | Поразка у чвертьфіналі | Рафаель Надаль         |
| 11    | 11               | Юрген Мельцер          | 2175    | 180     | 90     | 2085          | Поразка в 3 колі       | Ксав'є Малісс          |
| 12    | 19               | Жо-Вілфрід Тсонга      | 1585    | 360     | 720    | 1945          | Поразка в півфіналі    | Новак Джокович         |
| 13    | 12               | Віктор Троїцький       | 1930    | 45      | 45     | 1930          | Поразка в 2 колі       | Лу Єньхсунь            |
| 14    | 14               | Станіслас Вавринка     | 1900    | 10      | 45     | 1935          | Поразка в 2 колі       | Сімоне Болеллі         |
| 15    | 16               | Жіль Сімон             | 1745    | 90      | 90     | 1745          | Поразка в 3 колі       | Хуан Мартін дель Потро |
| 16    | 15               | Ніколас Альмагро       | 1875    | 10      | 90     | 1955          | Поразка в 3 колі       | Михайло Южний          |
| 17    | 13               | Рішар Гаске            | 1925    | 0       | 180    | 2105          | Поразка в 3 колі       | Енді Маррей            |
| 18    | 17               | Михайло Южний          | 1740    | 45      | 180    | 1875          | Поразка в 4 колі       | Роджер Федерер         |
| 19    | 25               | Мікаель Льодра         | 1295    | 45      | 180    | 1330          | Поразка в 4 колі       | Новак Джокович         |
| 20    | 18               | Флоріан Маєр           | 1600    | 90      | 45     | 1555          | Поразка в 2 колі       | Ксав'є Малісс          |
| 21    | 23               | Фернандо Вердаско      | 1425    | 10      | 45     | 1460          | Поразка в 2 колі       | Робін Гаасе            |
| 22    | 21               | Олександр Долгополов   | 1405    | 45      | 10     | 1370          | Поразка в 1 колі       | Фернандо Гонсалес (PR) |
| 23    | 30               | Янко Типсаревич        | 1305    | 10      | 10     | 1305          | Поразка в 1 колі       | Іво Карлович           |
| 24    | 22               | Хуан Мартін дель Потро | 1445    | 0       | 180    | 1625          | Поразка в 4 колі       | Рафаель Надаль         |
| 25    | 20               | Хуан Ігнасіо Чела      | 1475    | 10      | 45     | 1510          | 2 коло                 | Алекс Богомолов мл.    |
| 26    | 32               | Гільєрмо Гарсія-Лопес  | 1120    | 10      | 45     | 1155          | Поразка в 2 колі       | Король Бек             |
| 27    | 27               | Марин Чилич            | 1345    | 10      | 10     | 1345          | Поразка в 1 колі       | Іван Любичич           |
| 28    | 24               | Давид Налбандян        | 1425    | 0       | 90     | 1515          | Поразка в 3 колі       | Роджер Федерер         |
| 29    | 28               | Микола Давиденко       | 1330    | 45      | 10     | 1295          | Поразка в 1 колі       | Бернард Томич          |
| 30    | 29               | Томаш Белуччі          | 1305    | 90      | 10     | 1225          | Поразка в 1 колі       | Райнер Схюттлер        |
| 31    | 26               | Мілош Раоніч           | 1354    | 0       | 45     | 1399          | Поразка в 2 колі       | Жіль Мюллер            |
| 32    | 31               | Маркос Багдатіс        | 1295    | 10      | 90     | 1375          | Поразка в 3 колі       | Новак Джокович         |

### Жінки
При розсіюванні гравців у жіночому одиночному розряді за основу був узятий рейтинг. Винятки робилися комітетом з метою встановлення збалансованої сітки змагань у випадку теністисток, що на його думку мали в минулому значні досягнення на трав'яних кортах.
| Посів | Місце в рейтингу | Гравець                | Рейтинг | Захищає | Здобула | Новий рейтинг | Стадія                 | Супротивник                |
| ----- | ---------------- | ---------------------- | ------- | ------- | ------- | ------------- | ---------------------- | -------------------------- |
| 1     | 1                | Каролін Возняцкі       | 9915    | 280     | 280     | 9915          | 4 коло                 | Домініка Цібулкова         |
| 2     | 3                | Віра Звонарьова        | 7935    | 1400    | 160     | 6695          | Поразка в 3 колі       | Цветана Піронкова          |
| 3     | 4                | Лі На                  | 6255    | 500     | 100     | 5855          | Поразка в 1 колі       | Сабіне Лісіцкі             |
| 4     | 5                | Вікторія Азаренко      | 5725    | 160     | 900     | 6465          | Поразка в півфіналі    | Петра Квітова              |
| 5     | 6                | Марія Шарапова         | 5021    | 280     | 1400    | 6141          | Поразка в фіналі       | Петра Квітова              |
| 6     | 7                | Франческа Ск'явоне     | 4705    | 5       | 160     | 4860          | Поразка в 3 колі       | Таміра Пашек               |
| 7     | 26               | Серена Вільямс         | 2060    | 2000    | 280     | 340           | Поразка в 4 колі       | Маріон Бартолі             |
| 8     | 8                | Петра Квітова          | 4337    | 900     | 2000    | 5437          | Переможець             | Марія Шарапова             |
| 9     | 9                | Маріон Бартолі         | 4010    | 280     | 500     | 4230          | Поразка у чвертьфіналі | Сабіне Лісіцкі             |
| 10    | 10               | Саманта Стосур         | 3405    | 5       | 5       | 3405          | Поразка в 1 колі       | Сінк Мелінда (PR)          |
| 11    | 11               | Андреа Петкович        | 3150    | 5       | 160     | 3305          | Поразка в 3 колі       | Ксенія Первак              |
| 12    | 12               | Світлана Кузнецова     | 3160    | 100     | 160     | 3220          | Поразка в 3 колі       | Яніна Вікмаєр              |
| 13    | 13               | Агнешка Радванська     | 3175    | 280     | 100     | 2995          | Поразка у 2 колі       | Петра Цетковська           |
| 14    | 14               | Анастасія Павлюченкова | 3055    | 160     | 100     | 2995          | Поразка в 2 колі       | Надія Петрова              |
| 15    | 15               | Єлена Янкович          | 3050    | 280     | 5       | 2775          | Поразка в 1 колі       | Марія Хосе Мартінес Санчес |
| 16    | 16               | Юлія Ґерґес            | 2560    | 5       | 160     | 2715          | Поразка в 3 колі       | Домініка Цібулкова         |
| 17    | 17               | Кая Канепі             | 2466    | 560     | 5       | 1911          | Поразка в 1 колі       | Сара Еррані                |
| 18    | 18               | Ана Іванович           | 2400    | 5       | 160     | 2555          | Поразка 3 колі         | Петра Цетковська           |
| 19    | 19               | Яніна Вікмаєр          | 2350    | 160     | 280     | 2470          | Поразка в 4 колі       | Петра Квітова              |
| 20    | 20               | Пен Шуай               | 2300    | 0       | 280     | 2580          | Поразка в 4 колі       | Марія Шарапова             |
| 21    | 21               | Флавія Пеннетта        | 2220    | 160     | 160     | 2220          | Поразка в 3 колі       | Маріон Бартолі             |
| 22    | 22               | Шахар Пеєр             | 2170    | 100     | 5       | 2075          | Поразка в 1 колі       | Ксенія Первак              |
| 23    | 33               | Вінус Вільямс          | 1680    | 500     | 280     | 1460          | Поразка в 4 колі       | Цветана Піронкова          |
| 24    | 23               | Домініка Цібулкова     | 2115    | 160     | 500     | 2455          | Поразка у чвертьфіналі | Марія Шарапова             |
| 25    | 25               | Даніела Гантухова      | 2135    | 100     | 160     | 2195          | Поразка в 3 колі       | Вікторія Азаренко          |
| 26    | 27               | Марія Кириленко        | 1985    | 160     | 160     | 1985          | Поразка в 3 колі       | Серена Вільямс             |
| 27    | 28               | Ярміла Ґайдошова       | 1940    | 280     | 160     | 1820          | Поразка 3 колі         | Каролін Возняцкі           |
| 28    | 29               | Катерина Макарова      | 1381    | 100     | 5       | 1286          | Поразка в 1 колі       | Крістіна Макгейл           |
| 29    | 30               | Роберта Вінчі          | 1925    | 100     | 160     | 1985          | Поразка в 3 колі       | Петра Квітова              |
| 30    | 31               | Бетані Маттек-Сендс    | 1643    | 5       | 5       | 1643          | Поразка в 1 колі       | Дой Місакі (Q)             |
| 31    | 32               | Луціє Шафарова         | 1585    | 5       | 100     | 1680          | Поразка в 2 колі       | Клара Закопалова           |
| 32    | 34               | Цветана Піронкова      | 1551    | 900     | 500     | 1151          | Поразка у чвертьфіналі | Петра Квітова              |

#### Знялися
| Місце | Гравець          | Рейтинг | Захищає | Здобуті | Новий рейтинг | Причина     |
| ----- | ---------------- | ------- | ------- | ------- | ------------- | ----------- |
| 2     | Кім Клейстерс    | 8125    | 500     | 0       | 7625          | травма ноги |
| 24    | Аліса Клейбанова | 2005    | 160     | 0       | 1845          | хвороба     |

## Виноски
1. ↑  Alexandra Willis (27 травня 2011). A new Show Court at Wimbledon. All England Club. Wimbledon.com. Архів оригіналу за 26 червня 2018. Процитовано 17 червня 2011.
2. ↑  Wimbledon 2010 in numbers. All England Club. Wimbledon.com. 6 липня 2010. Процитовано 8 червня 2011.[недоступне посилання з листопадаа 2019]
3. 1 2  Facts and figures. All England Club. Wimbledon.com. Архів оригіналу за 16 червня 2011. Процитовано 8 червня 2011.
4. ↑  Grass Courts – General. All England Club. Wimbledon.com. Архів оригіналу за 15 червня 2011. Процитовано 8 червня 2011.
5. ↑  
Sarah Edworthy (27 травня 2011). The Queue Exhibition. All England club. Wimbledon.com. Архів оригіналу за 9 червня 2011. Процитовано 17 червня 2011.
6. ↑  125TH Championships Celebrations. All England club. Wimbledon.com. Архів оригіналу за 8 червня 2011. Процитовано 5 червня 2011.
7. ↑  The Championships, Wimbledon, 2011 Prize Money (PDF). All England Club. Wimbledon.com. Архів оригіналу (PDF) за 26 червня 2011. Процитовано 19 травня 2011.
8. 1 2  Rankings explained. atpworldtour.com. Архів оригіналу за 13 липня 2013. Процитовано 31 січня 2011.
9. 1 2  WTA Tour rules (PDF). wtatour.com. Архів оригіналу (PDF) за 13 липня 2013. Процитовано 31 січня 2011.
10. ↑  Juniors tournament grades. itftennis.com. Архів оригіналу за 13 липня 2013. Процитовано 31 січня 2011.
11. ↑  2011 ITF junior rules and regs (PDF). itftennis.com. Архів оригіналу (PDF) за 13 липня 2013. Процитовано 25 січня 2011.
12. ↑  Wheelchair tennis rules and regs for 2011 (PDF). itftennis.com. Архів оригіналу (PDF) за 13 липня 2013. Процитовано 31 січня 2011.
13. 1 2 3  Архівована копія. Архів оригіналу за 15 вересня 2018. Процитовано 17 червня 2011.{{cite web}}:  Обслуговування CS1: Сторінки з текстом «archived copy» як значення параметру title (посилання)
14. ↑  Архівована копія. Архів оригіналу за 16 червня 2011. Процитовано 17 червня 2011.{{cite web}}:  Обслуговування CS1: Сторінки з текстом «archived copy» як значення параметру title (посилання)
15. ↑  Архівована копія. Архів оригіналу за 7 листопада 2012. Процитовано 17 червня 2011.{{cite web}}:  Обслуговування CS1: Сторінки з текстом «archived copy» як значення параметру title (посилання)
16. ↑  Архівована копія (PDF). Архів оригіналу (PDF) за 15 вересня 2018. Процитовано 7 червня 2022.{{cite web}}:  Обслуговування CS1: Сторінки з текстом «archived copy» як значення параметру title (посилання)
17. ↑  Kim Clijsters withdraws from Wimbledon. Press Association. Independent. 15 червня 2011. Архів оригіналу за 13 серпня 2012. Процитовано 15 червня 2011.
18. ↑  Kleybanova withdraws from Wimbledon. sports.ru. Архів оригіналу за 18 грудня 2011. Процитовано 9 червня 2011. {{cite web}}: Недійсний |deadurl=circular-redirect (довідка)